# Clavering ø
Clavering ø er en 1535 km² stor ø i Nordøstgrønland beliggende ud mod Gael Hamkes Bugt. Øen blev navngivet "Clavering Insel" af Karl Koldeweys ekspedition i
1869–70 efter kaptajn Douglas Charles Clavering (1794–1827), der i sin tid havde besejlet området.
På øens sydspids, Eskimonæs, lå en videnskabelig, vejr- og radiostation i perioden 1931-1943. Området er i dag en del af Grønlands Nationalpark.

## Historie
Clavering foretog sin sin rejse til området med skibet Griper i 1823. Formålet med rejsen var at sejle Edward Sabine så højt mod nord, for at han kunne gennemføre målinger der skulle foretages målinger af et såkaldt sekundpenduls længde. Sabine havde tidligere foretaget målinger i Afrika. Rejsen gik over Hammerfest i Norge via Svalbard videre til Nordøstgrønland, hvor Sabine blev sat i land for at foretage sine målinger på øen de kaldte "Pendulum Island" (Lille Pendulum). Mens målinger pågik sejlede Clavering på opgalese sydpå langs kysten , hvor de kom i kontakt med den indfødte befolkning på på det område, som senere i 1869 af Karl Koldewey blev navngivet Clavering ø i forbindelse med den anden tyske nordpolsekspedition.

## Dødemandsbugten
Dødemandsbugten er beliggende på øens sydside her findes resterne af en boplads for den oprindelige inuitbefolkning. Det har været her, at kaptajn Clavering blev inviteret indenfor i de inuiternes sælskindstelte. 
På området er der foretaget forskellige arkæologiske udgravninger og man har bl.a. fundet bopladser fra Thule-kulturen tilbage fra 1400-tallet. 

## Hytter
Rundt om på Clavering ø's kystlinje, er der gennem tiden opført en række fangst- og overvintringshytter. Mange af hytterne er gennem tiden gået i forfald, men den frivillige organisation "Nordøstgrønlands Kompagni Nanok" har gennem en årrække registreret mange hytter, herunder adskillige hytter på Clavering ø, som organisationen også har restaureret.

## Eskimonæs
Den sydlige pynt "Eskimonæs" blev af Den danske Treårsekspedition til Østgrønland 1931-34 udpeget som et af de steder, hvor der blev oprettet en videnskabelig overvintringsstation med radiostation. Stationen blev opført i 1931 og blev under 2. verdenskrig benyttet som hovedkvarter for Nordøstgrønlands slædepatrulje, der indgik som Bluie East Five, i det amerikanske netværk af militære baser og installationer. Stationen blev i 1943 sat i flammer af en tysk patrulje og senere bombet af det amerikanske luftvåben.
Stationen var også genstand for en "slagmark arkæologisk undersøgelse" i 2008.